# Coupe de la Major League Soccer 2018
La coupe de la Major League Soccer 2018 est la 23e édition de la coupe de la Major League Soccer se joue le 8 décembre 2018 entre Atlanta United, champions de la conférence Est, et les Timbers de Portland, champions de la conférence de l'Ouest. La rencontre se joue sur le terrain de la meilleure équipe au bilan de la saison régulière, à savoir Atlanta United. 
Pour sa première finale de coupe MLS et seulement après sa deuxième année en MLS, Atlanta remporte le trophée. Vainqueur de la finale, Atlanta United se qualifie par ailleurs pour la Campeones Cup 2019, où il affronte le Club América, vainqueur de la supercoupe du Mexique.

## Parcours des finalistes
Note : dans les résultats ci-dessous, le score du finaliste est toujours donné en premier (D : domicile ; E : extérieur).
| Rang | Équipe                | Pts | J  | G  | N | P  | Bp | Bc | Diff |
| ---- | --------------------- | --- | -- | -- | - | -- | -- | -- | ---- |
| 1    | Red Bulls de New York | 71  | 34 | 22 | 5 | 7  | 62 | 33 | +29  |
| 2    | Atlanta United        | 69  | 34 | 21 | 6 | 7  | 70 | 44 | +26  |
| 3    | New York City FC      | 56  | 34 | 16 | 8 | 10 | 59 | 45 | +14  |
| 4    | D.C. United           | 51  | 34 | 14 | 9 | 11 | 60 | 50 | +10  |
| 5    | Crew de Columbus      | 51  | 34 | 14 | 9 | 11 | 43 | 45 | -2   |
| 6    | Union de Philadelphie | 50  | 34 | 15 | 5 | 14 | 49 | 50 | -1   |

| Rang | Équipe               | Pts | J  | G  | N | P  | Bp | Bc | Diff |
| ---- | -------------------- | --- | -- | -- | - | -- | -- | -- | ---- |
| 1    | Sporting Kansas City | 62  | 34 | 18 | 8 | 8  | 65 | 40 | +25  |
| 2    | Sounders de Seattle  | 59  | 34 | 18 | 5 | 11 | 52 | 37 | +15  |
| 3    | Los Angeles FC       | 57  | 34 | 16 | 9 | 9  | 68 | 52 | +16  |
| 4    | FC Dallas            | 57  | 34 | 16 | 9 | 9  | 52 | 44 | +8   |
| 5    | Timbers de Portland  | 54  | 34 | 15 | 9 | 10 | 54 | 48 | +6   |
| 6    | Real Salt Lake       | 49  | 34 | 14 | 7 | 13 | 55 | 58 | -3   |

### Confrontation en 2018
| Date         | Domicile       | Score | Extérieur           | Stade                 |
| ------------ | -------------- | ----- | ------------------- | --------------------- |
| 24 juin 2018 | Atlanta United | 1 - 1 | Timbers de Portland | Mercedes-Benz Stadium |

## Feuille de match
Il s'agit de la première confrontation en séries éliminatoires entre ces deux équipes.
| Atlanta United |

| Timbers de Portland |

| Atlanta United |

| Timbers de Portland |

| G               | 1  | Brad Guzan             |  |       |
| D               | 2  | Franco Escobar         |  |       |
| D               | 3  | Michael Parkhurst      |  |       |
| D               | 4  | Greg Garza             |  | 90+2e |
| D               | 5  | Leandro González Pírez |  |       |
| D               | 18 | Jeff Larentowicz       |  |       |
| M               | 6  | Darlington Nagbe       |  |       |
| M               | 11 | Eric Remedi            |  |       |
| M               | 24 | Julian Gressel         |  |       |
| A               | 7  | Josef Martínez         |  | 76e   |
| A               | 10 | Miguel Almirón         |  | 90+1e |
| Remplaçants :   |    |                        |  |       |
| G               | 25 | Alec Kann              |  |       |
| D               | 12 | Miles Robinson         |  |       |
| M               | 8  | Ezequiel Barco         |  | 90+1e |
| M               | 16 | Chris McCann           |  | 90+2e |
| M               | 32 | Kevin Kratz            |  |       |
| A               | 15 | Héctor Villalba        |  | 76e   |
| A               | 19 | Brandon Vazquez        |  |       |
| Entraîneur :    |    |                        |  |       |
| Gerardo Martino |    |                        |  |       |

| G                 | 1  | Jeff Attinella   |  |     |
| D                 | 4  | Jorge Villafaña  |  |     |
| D                 | 16 | Zarek Valentin   |  |     |
| D                 | 24 | Liam Ridgewell   |  |     |
| D                 | 33 | Larrys Mabiala   |  |     |
| M                 | 8  | Diego Valeri     |  |     |
| M                 | 10 | Sebastián Blanco |  |     |
| M                 | 11 | Andy Polo        |  | 68e |
| M                 | 20 | David Guzmán     |  | 82e |
| M                 | 21 | Diego Chará      |  |     |
| A                 | 17 | Jeremy Ebobisse  |  | 59e |
| Remplaçants :     |    |                  |  |     |
| G                 | 12 | Steve Clark      |  |     |
| D                 | 2  | Alvas Powell     |  | 82e |
| D                 | 25 | Bill Tuiloma     |  |     |
| M                 | 13 | Lawrence Olum    |  |     |
| M                 | 14 | Andrés Flores    |  |     |
| A                 | 26 | Lucas Melano     |  | 59e |
| A                 | 27 | Dairon Asprilla  |  | 68e |
| Entraîneur :      |    |                  |  |     |
| Giovanni Savarese |    |                  |  |     |